# Jogo eletrônico casual
O termo jogo "casual" é utilizado para caracterizar jogos digitais (de videogame, jogos de computador ou aparelhos móveis) acessíveis ao grande público. Diferentemente dos jogos tradicionais que são mais complexos e exigem tempo e dedicação do jogador, os jogos casuais são simples e rápidos de aprender. Desta forma podem ser uma opção de diversão para um simples passatempo de alguns minutos.
Um exemplo conhecido de jogo casual é o paciência do Windows. Jogos casuais tem comandos simples e normalmente requerem apenas o uso do mouse. Outra diferença é que esses jogos costumam atrair adultos na faixa dos 30 a 50 anos.
Os jogos casuais são normalmente disponibilizados online (para jogar diretamente no navegador) ou em versão download. Normalmente a versão download é uma variante mais rica e sofisticada da versão online e tende a ser paga, embora a maioria dos portais ofereça um período de uso gratuito do jogo.
Mensalmente, estima-se que mundialmente são 200 milhões os consumidores que jogam jogos casuais.

## História
O jornalista Chris Kohler escreveu em 2010 que o jogo de fliperama da Namco, Pac-Man (1980), que estreou durante a era de ouro dos jogos de fliperama, pode ser o primeiro videogame casual, devido ao seu “elenco fofo de personagens e uma sensibilidade de design que atraiu um público mais amplo do que o jogo de tiro Space Invaders.[carece de fontes?] Estima-se que tenha sido jogado mais de dez bilhões de vezes durante o século XX,[carece de fontes?] o que o torna o videogame de maior bilheteria de todos os tempos.[carece de fontes?]
Em 1989, o Game Boy da Nintendo foi lançado com Tetris como um jogo incluso gratuitamente. Ele foi rapidamente aprendido e imensamente popular, e é creditado por fazer do sistema portátil de jogos da Nintendo um sucesso.[carece de fontes?]
O Solitaire da Microsoft (1990), que veio gratuitamente com o Microsoft Windows, é amplamente considerado o primeiro "jogo casual" de sucesso em um computador, com mais de 400 milhões de pessoas tendo jogado o jogo até 2007. As versões subsequentes do Windows incluíram jogos casuais como Minesweeper, FreeCell, e Spider Solitaire. A empresa publicou quatro Microsoft Entertainment Packs para jogos casuais em computadores de escritório de 1990 a 1992.
Os jogos casuais começaram a florescer online nos anos 90 com o surgimento da World Wide Web, com jogos de cartas e de tabuleiro disponíveis através de serviços pagos como AOL e Prodigy, e depois em portais web, como Yahoo! Games e Gaming Zone da Microsoft. No meio dos anos 2000, mais sites se especializaram em hospedar e publicar jogos, como Gamesville e RealNetworks. Alguns editores e desenvolvedores se rotularam especificamente como empresas de jogos casuais, como Big Fish Games, PopCap Games, e MumboJumbo. A chegada do Shockwave e Flash criou um boom em jogos baseados na web, incentivando designers a criar jogos simples que poderiam ser hospedados em muitos sites diferentes e que poderiam ser jogados até o fim em uma única sessão. Um dos jogos casuais mais proeminentes, Bejeweled, começou como um jogo em Flash que podia ser baixado mediante uma taxa, ou comprado em lojas. Até 2009, ainda havia um mercado para jogos casuais de US$20 comprados em lojas ou como download.[carece de fontes?]
Em 2008 e 2009, jogos casuais em redes sociais rapidamente alcançaram popularidade mainstream após o lançamento de Mafia Wars para Facebook, e Happy Farm na China.[carece de fontes?] Happy Farm inspirou muitos clones, incluindo o jogo de rede social mais popular, FarmVille (2009), que atingiu o pico de 83,76 milhões de usuários ativos mensais em março de 2010.[carece de fontes?] Esses jogos inovaram no marketing viral ao recompensar os jogadores por enviar convites a amigos e postar atualizações de jogos em seus Muros do Facebook.
Jogos casuais tornaram-se populares em smartphones imediatamente após seu lançamento, com telefones de tela sensível ao toque como o iPhone de 2007 apresentando grandes displays coloridos, disponibilidade durante todo o dia para o dono do telefone, e interfaces de usuário intuitivas de tocar e arrastar.
O público principal dos consoles de videogame são os jogadores hardcore, mas há alguns jogos casuais em todos os consoles de jogos, e o exclusivo controle com sensor de movimento do console Wii da Nintendo atraiu um público mais casual que talvez se sentisse intimidado pelos dispositivos de entrada do gamepad de outros consoles. O Wii Sports (2006), uma coleção de cinco jogos esportivos simples em que os jogadores usavam o controle do jogo para balançar uma raquete de tênis ou um taco de beisebol, foi lançado com o console Wii na maioria dos territórios e vendeu mais de 82 milhões de cópias em 2019.[carece de fontes?]

## Gêneros
Jogos casuais podem ser encontrados em muitos gêneros de jogos. Categorização feita nos anos 2000 pela Big Fish Games e pela Gamezebo, um site de avaliação de jogos casuais, nomeou sete gêneros populares em jogos casuais:
- Jogo de quebra-cabeça: séries Bejeweled, Collapse!, Luxor, Brain Age
- Jogo de objetos escondidos: séries Mystery Case Files, Mortimer Beckett, Hidden Expedition
- Jogo de aventura: séries Dream Chronicles, Aveyond, Nancy Drew
- Jogos de arcade e ação: Plants vs. Zombies, séries Peggle, Feeding Frenzy
- Jogo de palavras e Jogo de perguntas e respostas: Bookworm, séries Bookworm Adventures, Bonnie's Bookstore
- Jogo de cartas e Jogo de tabuleiro: Slingo Quest, Lottso! Deluxe, Luxor Mahjong
- Jogo de simulação (incluindo Simulação de vida e Jogo de esportes): séries Wii, Nintendogs, séries Cooking Mama
- Jogo de festa: séries Mario Party, Super Monkey Ball, Wii Play

A pesquisa Game Brasil 2016, feita pela Sioux, Blend e ESPM diz que: As mulheres já são maioria no segmento de games (52,6%). O gamer brasileiro se consolida com o perfil multiplataforma (70,8% jogam em mais de um dispositivo). O smartphone é o mais popular (66,9%), seguido de computadores (66,9%) e consoles (45,7%). Apesar de toda a popularidade dos jogos, apenas 13% dos entrevistados se consideram “gamers” de verdade. A maioria é consumidor casual e utiliza os jogos como uma forma de entretenimento.

## Associação de Jogos Casuais
Associação de Jogos Casuais (A Casual Games Association) é um grupo da indústria fundado em 2005 com o objetivo de promover jogos casuais e oferecer recursos educacionais, de networking e pesquisa de mercado para desenvolvedores e editores desses jogos.[carece de fontes?] A associação publicava uma revista impressa e organizava conferências anuais chamadas "Casual Connect" em cidades como Seattle, Kiev, Amsterdã e Londres, atraindo mais de 7.000 profissionais por evento, cada ano.[carece de fontes?] Em 2018, o evento foi vendido para a empresa de mídia Greenlit Content, que renomeou o evento para "GameDaily Connect".[carece de fontes?]

## Hábitos de Jogo e Impactos
Um estudo financiado pelo desenvolvedor de jogos RealNetworks em agosto de 2006 examinou os hábitos de jogo de mulheres com mais de 40 anos que jogam jogos casuais:
- 67% das mulheres jogam pelo menos quatro vezes por semana.
- Cerca de 47% jogam diariamente.
- Aproximadamente 60% preferem jogar a realizar atividades como telefonar, tricotar ou fazer artesanato em casa.
- Em torno de 50% optariam por jogar em vez de ir ao cinema ou cozinhar.

Entre homens e mulheres com mais de 18 anos, os principais motivos para jogar são:
- 64% jogam para relaxamento,
- 53% para lidar com o estresse,
- 42% para exercitar a memória.

Além disso, 75% dos usuários com filhos veem um valor educativo nos jogos casuais para o desenvolvimento de suas crianças.
Outro estudo de 2006 da Faculdade de Psicologia da Universidade de Hamburgo sugere que o uso de mídias de entretenimento, especialmente jogos de computador, pode aumentar a produtividade e melhorar as capacidades cognitivas. Os pesquisadores observaram que o jogo auxilia na autorregulação, ajudando a equilibrar tensão e relaxamento e promovendo variação na rotina diária.